# 藤田キヨシ
藤田 キヨシ（ふじた キヨシ、1972年6月25日 - ）は、カナダ連邦アルバータ州出身の元アイスホッケー選手である。ポジションはフォワード。
日系カナダ人だったが、日本に帰化。旧名ライアン・フジタ。

## 経歴
カナダのジュニアリーグで活躍していたところ、西武鉄道のキャンプに参加。その後、U-23日本代表のキャンプに参加したところ、誘われ1993年に来日。
西武の中心フォワードとして活躍。
1997年に日本国籍取得し、藤田キヨシに改名する。
1998年の長野五輪に日本代表として出場を果たした。
西武合併後のコクド（現SEIBUプリンス ラビッツ）でも主力となっている。
2009年1月8日に今季限りの現役引退を発表した。